# Кусак (Росія)
Куса́к (рос. Кусак) — село у складі Німецького національного району Алтайського краю, Росія. Адміністративний центр Кусацької сільської ради.

## Населення
Населення — 1661 особа (2010; 1882 у 2002).
Національний склад (станом на 2002 рік):
- росіяни — 56 %
- німці — 37 %